# Longitarsus absynthii
Longitarsus absynthii är en skalbaggsart som beskrevs av Kutschera 1862. Longitarsus absynthii ingår i släktet Longitarsus, och familjen bladbaggar. Arten har ej påträffats i Sverige.